# Brackenlohr
Brackenlohr (fränkisch: Brageloa) ist ein Gemeindeteil der Stadt Uffenheim im Landkreis Neustadt an der Aisch-Bad Windsheim (Mittelfranken, Bayern). Die Gemarkung Brackenlohr hat eine Fläche von 3,293 km². Sie ist in 237 Flurstücke aufgeteilt, die eine durchschnittliche Fläche von 13.896,41 m² haben. In ihr liegt neben dem namensgebenden Ort der Gemeindeteil Aspachhof.

## Lage
Das Dorf liegt am Asbach, einem linken Zufluss der Gollach, und ist von Acker- und Grünland umgeben. Eine Gemeindeverbindungsstraße führt nach Gollhofen zur Bundesstraße 13 (2,7 km nordöstlich) bzw. nach Adelhofen zur Kreisstraße NEA 50 (1,8 km südwestlich), eine weitere führt zur Staatsstraße 2256 (0,6 km südöstlich).

## Geschichte
Der Ort wurde im Rothenburger Ächtbuch von 1284 als „Brackenlar“ erstmals urkundlich erwähnt. Das Bestimmungswort des Ortsnamens ist „bracke“ (mittelhochdeutsch für Bracke), das Grundwort „lār“ (mittelhochdeutsch für Hürde, Gatter). Demnach war ein Platz, wo Spürhunde gehalten wurden, namensgebend. Aus dem Ort ging ein spätmittelalterliches Rittergeschlecht hervor, das vor allem im Steigerwaldvorland begütert war und sich nach dem Dorf benannte (Brackenlohr (Adelsgeschlecht)). 
Gegen Ende des 18. Jahrhunderts gab es in  Brackenlohr 10 Anwesen. Das Hochgericht übte das ansbachische Oberamt Uffenheim aus. Das Kasten- und Stadtvogteiamt Uffenheim war Grundherr über 9 Anwesen. Von 1797 bis 1808 unterstand Brackenlohr dem preußischen Justiz- und Kammeramt Uffenheim.
1806 kam der Ort an das Königreich Bayern. Mit dem Gemeindeedikt (frühes 19. Jahrhundert) wurde Brackenlohr dem Steuerdistrikt Adelhofen zugewiesen. Wenig später entstand die Ruralgemeinde Brackenlohr, zu der Aspachhof gehörte. Sie war in Verwaltung und Gerichtsbarkeit dem Landgericht Uffenheim zugeordnet und in der Finanzverwaltung dem Rentamt Uffenheim (1919 in Finanzamt Uffenheim umbenannt). Ab 1862 war das Bezirksamt Uffenheim für die Verwaltung der Gemeinde zuständig (1939 in Landkreis Uffenheim umbenannt). Die Gerichtsbarkeit blieb beim Landgericht Uffenheim (1879 in Amtsgericht Uffenheim umbenannt), seit 1973 ist das Amtsgericht Neustadt an der Aisch zuständig. Die Gemeinde hatte 1964 eine Gebietsfläche von 3,277 km².
Am 1. Januar 1972 wurde Brackenlohr im Zuge der Gebietsreform in Bayern nach Uffenheim eingegliedert.

### Baudenkmal
- Haus Nr. 16: Wohnstallhaus mit Scheune[15]

### Bodendenkmäler
In der Gemarkung Brackenlohr gibt es neun Bodendenkmäler.

### Einwohnerentwicklung
Gemeinde Brackenlohr
| Jahr      | 1818   | 1840   | 1852   | 1855   | 1861   | 1867   | 1871   | 1875   | 1880   | 1885   | 1890   | 1895   | 1900   | 1905   | 1910   | 1919   | 1925   | 1933   | 1939   | 1946   | 1950   | 1952   | 1961   | 1970   |
| Einwohner | 113    | 126    | 118    | 127    | 114    | 104    | 109    | 132    | 161    | 160    | 143    | 163    | 155    | 142    | 173    | 170    | 185    | 164    | 156    | 274    | 248    | 201    | 123    | 100    |
| Häuser    | 24     | 24     |        |        |        |        | 26     |        |        | 27     | 25     |        | 28     |        |        |        | 24     |        |        |        | 28     |        | 25     |        |
| Quelle    | [ 10 ] | [ 17 ] | [ 18 ] | [ 18 ] | [ 19 ] | [ 20 ] | [ 21 ] | [ 22 ] | [ 23 ] | [ 24 ] | [ 25 ] | [ 18 ] | [ 26 ] | [ 18 ] | [ 27 ] | [ 18 ] | [ 28 ] | [ 18 ] | [ 18 ] | [ 18 ] | [ 29 ] | [ 18 ] | [ 12 ] | [ 30 ] |

Ort Brackenlohr
| Jahr      | 001818 | 001840 | 001861 | 001871 | 001885 | 001900 | 001925 | 001950 | 001961 | 001970 | 001987 |
| Einwohner | 78     | 97     | 92     | 93     | 118    | 107    | 114    | 172    | 90     | 94     | 84     |
| Häuser    | 18     | 18     |        |        | 23     | 24     | 20     | 24     | 24     |        | 21     |
| Quelle    | [ 10 ] | [ 17 ] | [ 19 ] | [ 21 ] | [ 24 ] | [ 26 ] | [ 28 ] | [ 29 ] | [ 12 ] | [ 30 ] | [ 2 ]  |

## Religion
Der Ort ist seit der Reformation evangelisch-lutherisch geprägt und gehört bis heute zur Kirchengemeinde St. Bartholomäus (Adelhofen).